# Elisenhof (Bad Wünnenberg)
Elisenhof ist mit 125 Einwohnern seit dem 1. Januar 1975 ein Stadtteil von Bad Wünnenberg in Nordrhein-Westfalen und gehört zum Kreis Paderborn.

## Geschichte

### Vorgeschichte
Die Vorgeschichte des Dorfes reicht weit zurück; seit dem frühen Mittelalter befanden sich hier in unmittelbarer Nähe zwei kleine Siedlungen, die Boclon und Osteilern genannt wurden. Boclon befand sich in der heutigen Flur mit Namen Schäferstube und Osteilern, eine Tochtersiedlung von Kircheilern lag etwa 400 Meter westlich. Die Mittelbornquelle unterhalb des Eilerberges war lange für die Wasserversorgung von Elisenhof von großer Bedeutung. Auf dem Sintfeld existierten etliche blühende Ortschaften, die nach Angaben in Urkunden der Klöster Böddeken und Kloster Dalheim um 1350 wüst fielen. Grund dafür waren Pestseuchen und Ritterfehden. Nachdem Boclon und Osteilern wüst geworden waren, ging die Gegend der heutigen Gemarkung Elisenhof in den Besitz des Klosters Dalheim über. Die Chorherren bewirtschafteten die heruntergekommenen Äcker und nutzten Flächen als Weideland. Das Kloster Dalheim wurde 1803 aufgelöst und ging dann in preußischen Besitz über. Das Kloster wurde in eine Domäne umgewandelt und Elisenhof wurde eine Außenstelle. Vermutlich wurden schon in dieser Zeit Gebäude für Menschen und Tiere gebaut, allerdings legte der damalige Kreisbaumeister Gockel erst im Dezember 1816 Pläne für das auf dem Sintfelde zu etablierende Dalheimer Vorwerk vor.
Elisenhof gehörte seit der Franzosenzeit zusammen mit Dalheim und Blankenrode zur Gemeinde Dalheim-Blankenrode, die 1816 zum neuen Kreis Büren kam und in diesem zum Amt Atteln gehörte. In den Jahren danach versuchte Dalheim inklusive des Vorwerks Elisenhof immer wieder, sich von Blankenrode zu trennen; ein entsprechender Antrag des damaligen Oberamtmannes Engelbrecht, der als Administrator fungierte vom März 1844, ist überliefert. Der Antrag wurde von der Königlichen Regierung in Münster nicht bewilligt.
Für 1822 sind ein Wohnhaus, Ställe und Scheunen (insgesamt fünf Gebäude) nachgewiesen, die in Rechteckform angeordnet waren. Die 1826 gebaute Straße führte von Fürstenberg nach Dalheim, sie erschloss das Vorwerk wesentlich. Nach der Fertigstellung des Vorwerkes wurde im Amtsblatt der Königlichen Regierung zu Minden folgender Text veröffentlicht: Dem auf der Domäne Dalheim, im sogenannten Sennfelde, errichteten neuen Vorwerk, ist die Benennung "Elisenhof" beigelegt worden, welches hierdurch zur öffentlichen Kenntniß gebracht wird, Minden, den 18. August 1826. Das war die erste Erwähnung des Ortsnamens Elisenhof, der danach in den Sprach und Schriftgebrauch übernommen wurde. Warum dieser Name gewählt wurde, ist nicht überliefert.
1930 wurde eine öffentliche Volksschule gegründet.
Elisenhof wurde von Dalheim aus verwaltet. Der Administrator Engelbrecht schrieb in einem Brief an die Königliche Regierung in Minden: daß auf dem Vorwerke Elisenhof 1.000 Stück Hämmel gefüttert wurden. Also mussten entsprechend große Ställe, Scheunen und Wohnhäuser vorhanden gewesen sein. Der Sohn des Engelbrecht übernahm von seinem Vater die Verwaltung und arbeitete bis 1873 in dieser Funktion. In dieser Zeit wurde im Vorwerk überwiegend Schafzucht betrieben. Danach pachtete ein Sohn des Superintendenten Kersten das Vorwerk, der Vertrag wurde 1903 für 18 Jahre verlängert, er endete am 1. Juli 1922. Damit war die Funktion von Elisenhof als Vorwerk beendet. Das Reichssiedlungsgesetz vom 11. August 1919 besagte: Staatsdomänen sind bei Ablauf des Pachtvertrages dem gemeinnützigen Siedlungsunternehmen (§1) zu höchstens dem Ertragswert zum Kaufe anzubieten, soweit sie nicht weiter im Staatsbesitz bleiben sollten. Das zuständige gemeinnützige Siedlungsunternehmen war die Siedlungsgesellschaft Rote Erde G.m.b.H. in Münster. Durch das Pachtende war ein reibungsloser Übergang möglich, es konnten neue bäuerliche Existenzen geschaffen werden und bestehende Kleinstbetriebe konnten sich vergrößern. Es sollte auch durch den Ersten Weltkrieg geschädigten Menschen geholfen werden, einen Neubeginn als Siedler zu schaffen. Der Hauptinitiator dieser Maßnahmen war der aus Fürstenberg stammende Architekt Meinolf Drolshagen; er arbeitete mit einem Hagener Architekturbüro zusammen. Die Auswahl der Kriterien für die Auswahl der Neusiedler wurden in einer Sitzung im Oktober 1921 festgelegt. Teilnehmer waren der Gemeindevorsteher aus Fürstenberg Drüppel, sowie die Vorsteher der Orte Haaren, Leiberg, Wünnenberg, Helmern, Henglarn, Essentho und Meerhof. Die Entscheidung über die Vergabe des Landes sollte nach Prüfung der Dringlichkeit und der wirtschaftlichen Lage entschieden werden. Eine Bedingung für die Neugründung war auch, das der Betrieb in der Lage war, einer Familie ein so ausreichendes Einkommen zu gewährleisten, dass sie in der Lage war, die Zinslast zu bewältigen. Außerdem sollte eine eigene Gemeindeschule eingerichtet werden. Bei der Wasserversorgung ging man davon aus, dass es ausreichte, das Regenwasser von den Dächern zu speichern und sich ansonsten aus den Quellen in der Schäferstube zu bedienen. Die neu zu errichtenden Gebäude konnten in freier Gestaltung errichtet werden, die schon vorhandenen Gebäude des Vorwerks wurden den ehemaligen Bewohnern zum Aus- und Umbau überlassen.

### Besiedlung ab 1922
In Absprache mit der Siedlungsgesellschaft Rote Erde und der Kreisverwaltung, wurden aus über hundert Bewerbungen 16 Siedler ausgewählt. Sie stammten zum überwiegenden Teil aus dem Kreis Büren. Darunter waren auch ein Stellmacher und ein Schmiedemeister, um die handwerkliche Versorgung zu gewährleisten. Das Ministerium für Landwirtschaft, Domänen und Forsten in Berlin genehmigte am 31. Januar 1922 den Verkauf des Domänenvorwerks Elisenhof in einer Größe von 238,4901 ha einschließlich der darauf vorhandenen Gebäude, Anlagen und sonstigen Zubehörstücken, sowie auch der am 30. Juni 1922 vorhandenen Vorräte an natürlichem Dünger, Stroh und Heu. Die vorhandenen Feuerlöschgeräte wurden von dem Verkauf ausgenommen und an die Siedlungsgemeinschaft Rote Erde veräußert. Die vorhandenen Gebäude, zwei große Scheunen, ein Schafstall, ein Schweine- und Rinderstall mit Kornspeicher und ein Verwaltungsgebäude standen in Rechteckform um einen Obstgarten herum. Der Garten wurde bis etwa 1925 von den Siedlern genutzt. Die Verteilung der Gebäude an die Siedler wurde per Los entschieden. Die Siedlung war durch eine befestigte Allee, die in die Landstraße von Dalheim nach Fürstenberg mündete erschlossen. Die anderen Wege in der Ortschaft waren nicht befestigt und weichten bei Regen auf. Der Einzug der neuen Bewohner in die teilweise unfertigen Behausungen erfolgte 1923 unter primitiven Bedingungen. Um vorerst eine feste Unterkunft zu haben, wohnten einige der Siedlerfamilien vorübergehend im Verwaltungsgebäude um von hier aus die notwendige Bestellung der Felder vornehmen zu können. Nur wenige Gebäude waren mit Elektrizität versorgt. Ein großes Problem war die dauernde Wasserknappheit. Die Quelle unterhalb des Eilerberges lieferte nur wenig Wasser und versiegte auch häufig. Auch aus der Zapfstelle am Verwalterhaus war nur wenig Wasser zu bekommen. Häufig musste das Wasser mühselig von der Mittelbornquelle in Friedrichsgrund oder auch aus Fürstenberg oder Dalheim geholt werden. Um die Versorgung zu gewährleisten, wurden Pferdefuhrwerke eingesetzt. Die Wasserknappheit wurde erst 1952 behoben.
Durch die Inflation in den Jahren 1922 und 1923 wurde das Geld immer weniger wert und die Unternehmer und Handwerker akzeptierten für ihre Leistungen nur noch Naturalien als Bezahlung. Nach der 1923 durchgeführten Währungsreform wurde das Geld knapp und der Aufbau der Siedlung wurde stark verzögert. Es dauerte bis weit in die dreißiger Jahre, bis die fünf ursprünglichen Gebäude und die Neubauten fertiggestellt wurden. Aus dem ehemaligen Vorwerk hatte sich ein Bauerndorf entwickelt. Da die Siedler aus unterschiedlichen Orten kamen, sprachen sie auch unterschiedliche Arten der plattdeutschen Mundart, die sich im Dorf nicht durchsetzen konnten.
Bis 1924 besuchten die schulpflichtigen Kinder die Schule in Dalheim. Die Gemeinde Dalheim-Blankenrode richtete am 1. Dezember in Elisenhof eine Familienschule ein. Der Klassenraum wurde notdürftig im ehemaligen Pächterwohnhaus eingerichtet. Eine Lehrerin wurde durch einen Privatdienstvertrag verpflichtet, die Eltern kamen für das Einkommen auf. Das Pächterwohnhaus wurde 1928 abgebrochen und an der Stelle wurde eine einklassige Volksschule mit Lehrerwohnung gebaut. Während der Bauzeit wurde der Unterricht in einem privaten Raum fortgesetzt. Der bis 1935 angestellte Lehrer Anton Rosenthal, gründete einen Gesangsverein. 1930 wurden in der Schule 13 Kinder unterrichtet, 1938 waren es 27.

### Die Zeit nach 1930
Es hatte sich durch Selbst- und Nachbarschaftshilfe ein funktionstüchtiges Gemeinwesen im Dorf entwickelt. Das entsprach wohl der Ideologie der NSDAP. Die Landesbauernschaft Westfalen lud 1939 die Presse ein, Elisenhof zu besichtigen. Diese Neubauernsiedlung galt als mustergültig in Bezug auf ihre Gesinnung im Kreis Büren. Das westfälische Volksblatt vom 28. März 1939 berichtete ganzseitig mit dem Titel Frontsoldaten eroberten sich Heimstatt und Hof – Bauern/Kameraden – Rezept und Beispiel: So löst die Bauernsiedlung Elisenhof im Kreis Büren alle Schwierigkeiten der bäuerlichen Arbeit. Im Artikel wurde geschrieben: Wie bewältigen wir unser Tagewerk und wie können wir unsere Pflicht im Kampf um die deutsche Nahrungsfreiheit erfüllen. Bei den Wahlen in den nächsten Jahren wartete Elisenhof mit Wahlen auf, die deutlich genug für den volks- und ernährungswirtschaftlichen Wert der Bauernfreiheit in der Siedlung Elisenhof sprechen, die gleichzeitig ein Beweis für die Bedeutung eines schaffenden Bauerntums sind und die die nachdrücklichsten Förderer sind, für unsere Jungbauern Siedlerstellen und Arbeitsraum zu schaffen, weil so unserer Volksernährung wirklich gedient wird. Fast alle männlichen Siedler des Dorfes waren Frontsoldaten und so wurde berichtet: Es ist der alte aus dem Weltkrieg erprobte und gestählte Kameradschaftsgeist aus der die Siedlung entstand. Im Übrigen waren bis 1939 aus den 16 Familien 63 Kinder geboren worden, dies entsprach der vorherrschenden Ideologie.

### Die Zeit nach 1945
Am 10. August 1952 wurde Elisenhof aus der Gemeinde Dalheim-Blankenrode ausgegliedert und bildete bis 1974 eine eigene Gemeinde im Amt Atteln des Kreises Büren. Durch das Sauerland/Paderborn-Gesetz wurde die Gemeinde Elisenhof am 1. Januar 1975 in die Stadt Wünnenberg eingegliedert und kam mit dieser zum Kreis Paderborn.

## Politik

### Wappen
Auf Initiative der Dorfbevölkerung wurde 1986 das Wappen entworfen. Es zeigt im oberen Teil die Kapelle, die im Mittelpunkt der ehemaligen Gemeinde steht. Sie ist von einem symbolisierenden Lindenhain umgeben. Darunter sind drei Ähren zu sehen, die auf den Umstand hinweisen, dass Elisenhof bäuerlich geprägt ist.

## Sturmiuskapelle
In den Aufbaujahren des Dorfes stand der Erwerb privaten Eigentums und die Versorgung der Familien im Vordergrund. Allerdings war das Leben stark durch die Verbindung zur katholischen Kirche geprägt, die Bevölkerung war fast ausnahmslos katholischen Glaubens. Jeden Sonntag besuchten die Gläubigen die Gottesdienste in Fürstenberg oder Dalheim. Sie fuhren mit Kutschen und Pferdewagen oder sie gingen zu Fuß. Der Ort Elisenhof gehörte kirchenpolitisch zur Pfarrgemeinde in Meerhof, allerdings war der Weg dahin noch beschwerlicher und weiter. Um diesem Missstand entgegenzuwirken, wurde 1928 mit dem Bau einer Kapelle begonnen. Die Kosten für den Bau wurden durch Kollekten eingesammelt, jeder arbeitstaugliche Einwohner half bei dem Bau mit. Die Mutterkirche in Meerhof stiftete einen Altar, der aus der Klosterkirche in Dalheim stammte. Die Bänke wurden aus der Kirche in Husen übernommen und der Kreuzweg aus der Kirche in Borlinghausen. Der damalige Pfarrer Sauerland stiftete ein Harmonium. Die Kapelle unter dem Patrozinium des hl. Sturmius wurde am 12. Juni 1930 eingeweiht, eine Reliquie des Schutzheiligen wurde im selben Jahr von dem Bischof von Fulda geschenkt und in die Kapelle überführt. Nachdem die ersten Gottesdienste von einem pensionierten Vikar aus Henglarn versehen wurden, übernahmen von Herbst bis Weihnachten im Jahr 1932 die Franziskanerpatres des Paderborner Konventes die Betreuung und kehrten nach einer kurzen Amtszeit eines ehemaligen Dechanten aus Atteln zurück. Sie übernahmen die Seelsorge bis 1952.

## Sonstiges
Im Ort befindet sich die Kinder- und. Jugendhof Friedrichsgrund GmbH.

## Trivia
- Auf der Sandsteinplatte am Dorfbrunnen ist folgende Inschrift überliefert: In Eintracht dieses Dorf entstand – Das Wasser, Gott, gab Deine Hand – Fern halte Brand und Kriegsgefahr – Die Lieb' und Eintracht uns bewahr. Der Dichter ist nicht mehr bekannt.[12]
- Der Lehrer Anton Rosenthal führte in den 1930er Jahren den Brauch ein, am Martinsabend ein großes Feuer zu entzünden und einen Fackelzug durch das Dorf zu veranstalten[13]